# WAON

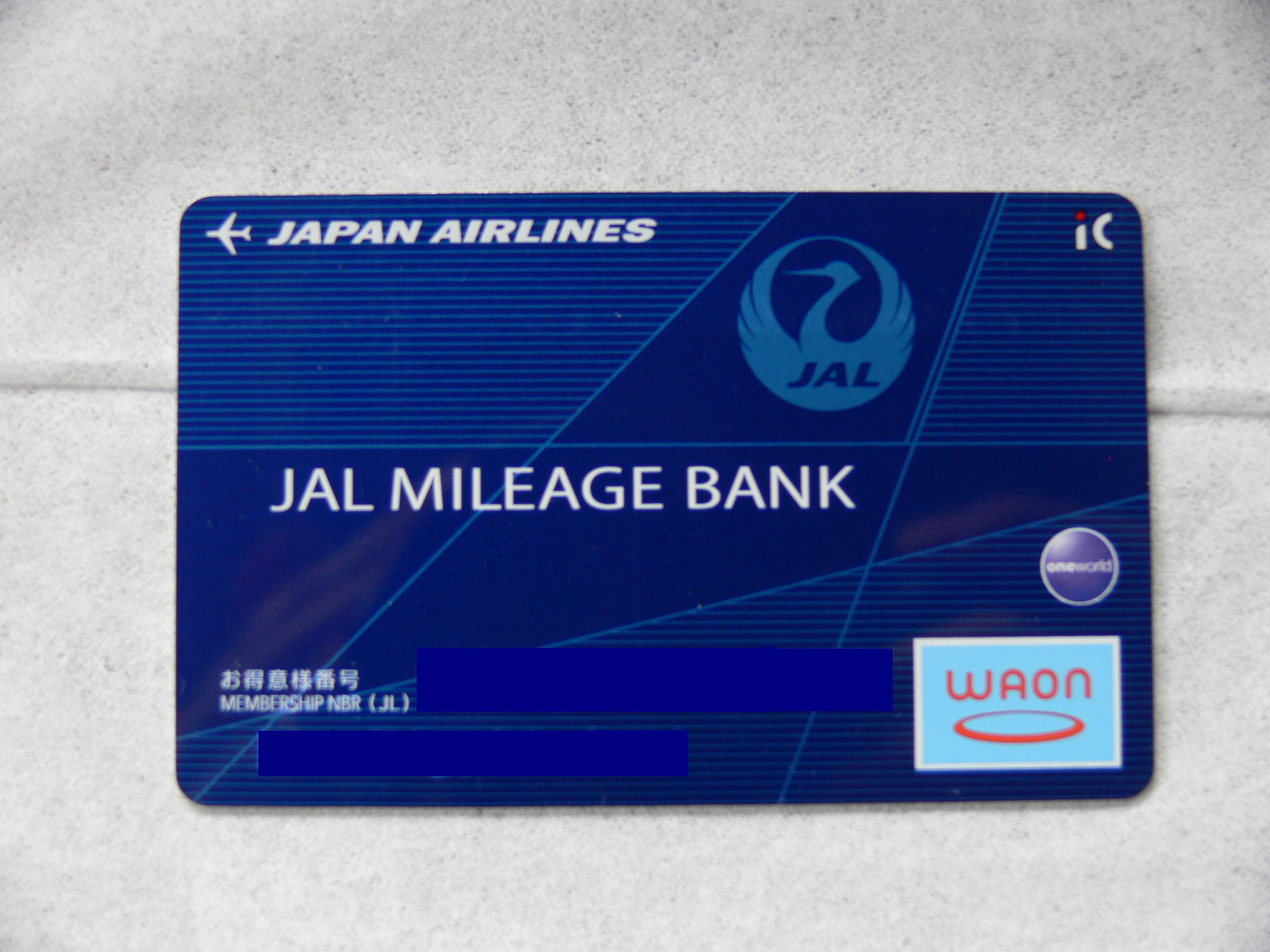
JMB WAONカード（現行デザイン）
ロゴデザインの変更に伴い、2011年4月発行分からは「鶴丸マーク」と「JAPAN AIRLINES」ロゴが入ったデザインとなっている

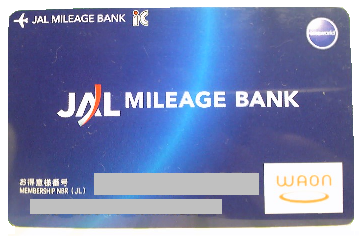
JMB WAONカード（旧デザイン）

WAON（ワオン）は、イオンフィナンシャルサービスが発行し、イオングループが主導するICカード型前払い式電子マネー、及びそのマスコットキャラクター（後述）である犬の通称である。イオンの登録商標（第5081687号）。

## 概要
先行して実績を重ねてきた交通系（Suicaなど）、独立系（楽天Edyなど）に対して「流通系」と称される電子マネーの一つである。プラットフォームにはソニー（→ソニーイメージングプロダクツ&ソリューションズ〈SIPS〉→新・ソニー＝旧：ソニーモバイルコミュニケーションズ）が開発した非接触型ICカード通信技術「FeliCa」が採用されており、非接触型決済（コンタクトレス決済、タッチ決済）サービスの部類に入る。2007年（平成19年）4月25日から会員募集を開始し、4月27日にサービスを開始した。
ICカードタイプと、FeliCa搭載の携帯電話（おサイフケータイ）に内蔵させるモバイルタイプがあり、ICカードタイプは単独カード（基本カードとも呼ばれる）のほか、クレジットカードやキャッシュカードと一体化されたものをはじめ、他社のカードとのジョイントカード（もしくは他社カードを親カードとし、子カードとして機能するもの）など多数発行されている（後述）。
名前の由来は複数の音が調和してできる「和音」。キャラクターには白い犬を採用、一般公募によりHappy Waon（ハッピーワオン）と名付けられている（詳細後述）。
2025年6月にはスマートフォン向けアプリ「iAEON」の付随サービスとして提供されているQR・バーコード決済サービスの「AEON Pay」と統合され、「AEON Pay」の一機能となった。

## 普及状況
前述の通り非接触型電子マネーとしては2007年スタートと後発に属するが、2022年3月末時点における普及状況は、累計発行枚数約9,113万枚、利用可能箇所約940,000（うち、自動販売機や宅配便ドライバー端末が約305,000）箇所に上る。また、2015年度の年間利用金額は約2兆592億円となっている。

## 導入場所
2012年10月時点で、イオングループの商業施設を中心に多数のグループ企業に導入されている（沿革参照）。イオン、マックスバリュの一部店舗に設置されているセルフレジやイオンモール・イオンショッピングセンター・イオンタウン内に出店している専門店テナントでも一部店舗を除き利用可能。
導入店舗では毎月の「お客さま感謝デー（原則20、30日）」やイオン九州（ザ・ビッグ/ザ・ビッグエクスプレスを除く）の「お10（と）くデー」などで、WAON精算金額が5%割引となる特典が受けられる。当初出来なかったWAON決済時のポイント加算とイオンオーナーズカードの返金特典併用は2008年4月21日より可能となった。
2009年5月から2010年4月にかけて吉野家が導入したのを皮切りに、イオングループ以外の企業・店舗での積極的な導入が進められている。以下、主にイオングループに属さない企業での導入例を示す。

### 商業施設

#### コンビニエンスストア
- イオングループのミニストップで導入されている。
- 2009年10月13日にイオングループ外のコンビニエンスストアで初となるファミリーマート全店（西武鉄道との共同展開の「TOMONY」を除く）[9]で導入。なお、2010年12月にココストアイースト（のちのココストア）が運営する東北地方・関東地方・沖縄県のココストアに、2016年8月30日にサークルK・サンクス全店で導入[10]されたが、合併や商号変更に伴うファミリーマートへの運営移行及びブランド転換・閉店に伴い、ココストアは2016年10月31日、サークルKとサンクスは2018年11月30日をもって順次営業を終了している。
- 2012年10月30日よりポプラグループ（ポプラ・スリーエイト・生活彩家）全店舗へ導入。
- 2015年12月15日よりローソン（ナチュラルローソン・ローソンストア100を含む）へ正式導入[11]。プレスリリースにはローソンの看板によじ登ったワオンが描かれた。
- 2017年7月25日からはセイコーマート全店舗へ導入。決済のほかに現金チャージにも対応する[12]。

#### ドラッグストア・調剤薬局
- ハピコム加盟企業においては、2011年8月22日にハックドラック（現在はウエルシア薬局が運営）へ導入されたのを皮切りに、2013年7月1日よりツルハドラッグ・くすりの福太郎・ドラッグストアウェルネス（現在はツルハグループドラッグ&ファーマシー西日本[注釈 3]が運営）に、同年7月26日よりドラッグストア ダックスに順次導入された。ウエルシア、金光薬品、レデイ薬局、クスリのアオキでも導入されている。
- 2016年4月1日よりゴダイ薬局・ゴダイドラッグに導入[13]。
- 2017年8月4日よりサツドラに導入。サツドラでは決済に加えチャージ（現金・オート）にも対応する。
- 2017年8月21日より富士薬品グループのドラッグセイムス・ドラッグストアスマイル・ドラッグユタカ・アメリカンドラッグ（モリキが運営）・くすりの救命堂（九州セイムスが運営）に導入。
- 2017年10月23日よりキリン堂とドラッグストア サーバに導入（一部店舗は利用不可）。
- 2018年7月6日よりスギ薬局全店に導入（グループ系列のディスカウントストア「ジャパン」にも導入）。
- 2018年より新生堂薬局（ドラッグ新生堂・くすりのハッピー）に導入。
- 2019年3月1日より薬王堂全店に導入。
- 2021年1月26日より杏林堂全店へ導入。
- 一部の店舗で導入されていたココカラファイン ヘルスケアは2019年12月11日より、ドラッグストアモリは2021年4月13日よりそれぞれ全店へ拡大導入された。

#### 家電量販店
- 2011年11月14日よりビックカメラ全店に導入され、2013年10月1日にグループ店舗のコジマ及びコジマ×ビックカメラに導入されており、ソフマップでも導入されている。
- 2012年8月7日よりエディオンの直営全店及びネバーランド広島本店（エディオン広島本店内）、携帯電話ショップの一部、フランチャイズ店舗の一部（京都府の一部店舗及び沖縄県）に導入[14]。
- 2016年4月11日よりジョーシン全店に導入[15]。
- 2020年7月15日よりケーズデンキ全店に導入[16]

#### 専門店
- 衣料品でははるやま、P.S.FA、フォーエル、ライトオン（一部店舗を除く）に導入。2019年12月11日よりしまむらと系列店舗のディバロにも導入されている（同じくしまむらの系列店舗であるアベイル・バースディ・シャンブルにも導入されている）。
- 眼鏡店では、2011年2月26日より武田メガネに、同年8月11日よりメガネのヨネザワに順次導入されている。
- レンタル店では、2017年3月9日よりTSUTAYAに導入。

#### 飲食店
- 2009年12月8日よりマクドナルドに導入。
- 2012年3月21日より安楽亭に導入。
- 2015年8月3日よりかっぱ寿司に導入。
- 2016年4月27日よりドミノ・ピザに導入。
- 2020年10月1日よりはなまるうどんに導入。
- 2021年2月15日より餃子の王将に導入。

### 交通機関

#### バス
- 2018年5月21日より十勝バスの西コミュニティバスで導入[17][18]。
- 2018年5月21日よりくしろバスのたくぼく循環線で導入[17]。
- 2018年秋に阿寒バスが3路線で導入予定[17]。
- 2019年2月4日より多区間運賃制路線のくしろバスのイオン線、阿寒バスの鶴野ニュータウン線、高専まりも線で導入[19][20]。
- 2019年10月1日より多区間運賃制路線の平成エンタープライズのイオンモール羽生線、イオンモール春日部線で導入[21]。（イオンモール羽生線は前払いのため乗車時に行き先を自己申告して支払う。イオンモール春日部線は2020年12月31日をもって廃止。イオンモール羽生線は2023年12月31日をもって廃止。）
- 2020年1月4日より多区間運賃制路線の埼玉観光（三郷市役所↔三郷中央駅↔ピアラシティ、三郷駅南口↔三郷中央駅↔ピアラシティ↔新三郷駅西口）で導入[22]。
- 2020年3月31日より岐阜バスのイオンモール各務原線（各務原市役所前駅↔イオンモール各務原）で導入[23]。（岐阜市方面の快速イオンモール各務原線では利用不可）
- 2020年8月25日より平成エンタープライズの愛藍タウン循環バスで導入。
- 2021年3月2日より岩手県北バスのイオンモール新利府南館線（利府駅前↔イオンモール新利府南館）で導入[24]。
- 2022年4月1日よりくしろバスの通学便を除く全路線、阿寒バスの釧路標津線、釧路羅臼線、空港連絡バスを除く全路線で導入[25]。
- 2023年4月24日より丸建つばさ交通のけんちゃんバスで導入[26]

バスにおいてはSuica、PASMOなど全国相互利用の交通系ICカード、あるいは地域独自の乗車カードを導入する例が多く、利用できる例は限定的であるが、2018年秋に非交通系ICカードでは初となる、多区間運賃路線での導入を開始すると発表されていた。2019年に道東地域の多区間運賃路線に導入された。
かつては鳥取市コミュニティバス「くる梨」（2013年4月1日より）、三岐バスのイオンモール東員線（2013年11月19日の運行開始）でも利用可能だったが、三岐バスのイオンモール東員線は2022年2月4日付で、鳥取市コミュニティバス「くる梨」はICOCAなど全国相互利用の交通系ICカード（2023年4月1日導入予定）への切り替え準備に伴い2022年12月31日付でそれぞれ取り扱いを終了し使用できなくなった。

#### 鉄道
2022年3月より一畑電車の主要駅の自動券売機で利用できるようになった。

#### タクシー
タクシーにおいては、2014年7月25日に大和自動車交通が初めて導入した。その後、2015年6月15日にSKタクシーグループのタクシー、2015年10月22日に岡山市内の両備グループ4社（岡山交通・両備タクシー・岡山タクシー・両備グレースタクシー）が導入し、その後も導入する事業者が増えている。

### 行政機関
兵庫県伊丹市は2022年11月に予定している伊丹市役所新庁舎完成時にご当地WAONの伊丹版を市職員用ICカードとして導入することを2021年12月24日に発表した。

## 決済方法
一般的な電子マネー同様、FeliCaリーダー/ライター（R/W）にかざすことで決済が実行される。決済完了時（マスコットの鳴き声と言う設定。後述）やエラー時（残高不足など）には音で知らせる。
イオングループにおける処理は以下の通り。
直営売場
WAON導入以前より電子マネー決済としてSuica電子マネーとiDを先行導入していたこともあり、当初はイオングループ共通のPOSターミナル（東芝テック（TEC）製。以下、TECレジ）にJR東日本メカトロニクス（JREM）製のFeliCa R/Wを接続しており、客が併設されたPINパッドのボタンを押すことでどの決済を行うかを選択し、R/Wにカードをかざす、という方式を取っていた。また日本NCR製もしくは富士通フロンテック製のセルフレジや寺岡精工製のセミセルフレジでは精算機のタッチパネルで選択することで同様の処理を行っている。
その後、POSターミナルの更新に合わせてR/WとPINパッドがパナソニック（現パナソニック コネクト）製のCCT（JT-R700CR、事実上のPINパッド一体型）に交換されている。
また、2018年から進められているイオングループのPOSシステム全面刷新によって、システム更新後のTECレジ、元からタッチパネルのNCRのセルフレジと寺岡精工のセミセルフレジ、新規に導入された富士通レジ（有人・セミセルフ共通）ではPINパッドのボタン選択は基本的に必要なくなった。ただし一部店舗では引き続きPINパッドのボタン選択が必要。
専門店街
テナントごともしくは会計レーンごとにイオングループから支給されている専用の決済端末セットが設置されている。
決済端末セット構成品
- TEC製のマルチターミナル（MP-70、MP-80、MP-10等）。入居先によってはテンキーが接続されている。
- 直営売場と同じR/WとPINパッド→JT-R700CR。2021年10月からマルチターミナルで店員側からの選択が可能になり、PINパッドのボタン選択が不要になった。

ただし、テナント独自のPOSシステムやキャッシュレジスターとは連動していないため、テナントの店員は金額の二度打ちを強いられる。また、テナントでの扱いも「商品券」「クレジット（信計）」「電子マネー」等とバラバラ。
テナントによっては別の決済端末を使用するテナントもある（イオンモールのテナントとは別契約でWAONに加盟している企業に多い）。
- WAONの時だけ決済端末セットを、WAON以外の電子マネーやクレジットカード、バーコード決済アプリの時は自社で用意した決済端末を使用 - イオンモールに出店している東急ハンズなど。
- テナントでは決済端末セットを使用するが、同一企業およびフランチャイザーによるそれ以外の店舗では自社で用意した決済端末を使用 - はなまるうどんなど。この場合、smart WAONはテナントでは対象となるがテナント以外では対象外（別途smart WAON対象のテナントの場合はこの限りではない）。
- テナントでも決済端末セットを使用せずに自社で用意した決済端末を使用 - マクドナルド・エディオンなど。この場合はテナントでもsmart WAONの対象外（同上）。

## チャージ（入金）
入金限度額はイオンバンクカード（イオンカードセレクト、イオン銀行CASH+DEBIT含む。以下同じ）が発行開始当初より50,000円である。それ以外のカードは20,000円でスタートしたが、2010年10月22日発行の「ゆふいん湯歩WAON」以降に発行された一部のものは入金限度額が50,000円になっている。
なお、限度額20,000円のものでも、2011年3月10日以降WAONステーションで手続きを行うことによって50,000円に変更することができる（手続きをしないカードは20,000円のままである。そのまま使用しても問題は無い）。1度の入金可能金額は最大29,000円までで、30,000円以上の入金は2度に分けて入金する必要があったが、現在は再手続きによって49,000円までに変更される。
チャージ元ごとに大別すると、
- 「現金チャージ」
- 関連付けされているクレジットカードからの「クレジットチャージ」
- イオン銀行普通預金口座からの「銀行チャージ」
- ポイントを交換する「ポイントチャージ」（後述）

の4通り。

### レジカウンター
主な直営店舗や一部加盟店のレジカウンターにて1,000円単位での現金チャージを行うことが可能。この場合、一度に複数枚の紙幣を渡すことも、渡した金額より少ないチャージ額を指定することも可能でおつりも出る。ただし、コンビニエンスストアなど特定額のチャージしか受け付けない店舗もある。

### 店頭端末
イオングループの主な直営店舗ではチャージや残高照会、その他の設定ができる機器が設置されており、自分で操作してチャージを行える。
WAONチャージャー（無印）
現金チャージとクレジットチャージが可能。現金チャージは一度のチャージで紙幣1枚のみ投入可能で、投入した紙幣金額が全額チャージされ、おつりは出ない。
WAONチャージャーmini
筐体側面に「charge」と書かれた青い餌皿と舌を出して餌を待っているワオンが描かれた機器。現金チャージと全ポイントチャージが可能。現金チャージの制約は無印と全く同じ。処理中は餌を食べるワオンが表示される。
WAONステーション
WAONのアクセプタンスマークと「Station」の文字が記載された仕切りが設置されている機器。クレジットチャージとポイントチャージ、その他の手続きが可能。
現金チャージ機
セルフレジ型でチャージ金額を指定して現金を投入する（おつりも出る）。現金チャージと残高照会が可能。

### ATMでのチャージ

#### イオン銀行
イオン銀行のATMでは、4通りのチャージが全て可能（一部対応していないATMもある）。
現金チャージは、チャージ額の指定（1,000円単位）や一度のチャージにおける複数枚の紙幣投入が可能で、1,000円分のチャージに5,000円札を投入するなど、設定したチャージ額が投入金額よりも少ない場合はおつりが出る。
銀行チャージはイオンバンクカード限定で、イオン銀行の普通預金口座から直接かつ即時に引き落とされる。このため、普通預金口座の残高がチャージ金額を下回っていると引き落としがエラーになるためキャンセルされる。
なお、イオン銀行のATMは「WAONステーション」の機能も兼ねているため、イオン銀行のATMしか設置されていない店舗も存在する。

#### ローソン銀行
2024年7月1日からローソン銀行の新型ATMでも現金チャージが可能となった。

### モバイル・PCオンラインチャージ
FeliCaポート搭載パソコンもしくはPaSoRiを用いて「WAONネットステーション」に接続し、登録してあるイオンカードからのクレジットチャージまたは銀行チャージ、ポイントチャージが可能。iPhone版「WAONネットステーション」アプリもある（別途WAONカードとBluetooth対応PaSoRiが必要）。
モバイルWAONへは登録してあるイオンカードからのクレジットチャージとポイントチャージのみ可能（メニューアイコンは前述の餌皿）。
いずれも処理中は餌を食べるワオンが表示されるが、スマートフォンのモバイルWAONでは餌をあげている飼い主が追加で表示される。

### オートチャージ
クレジットカードとの一体型カード、クレジットカードと関連付けされているカード、イオンバンクカードで利用できる。
WAONステーションで判定金額と実行金額を設定（オートチャージ申請）した後、加盟店（一部を除く）利用時に決済後の残高が判定金額を下回ると判定された時に発動する。この際、実行金額が自動的にチャージされてから決済されるため、エラーは発動直後の残高が支払い金額を下回っていない限りは原則生じない。
イオンバンクカードは自動的に銀行チャージが発動し、発動回数も1日につき1回のみに制限されている。イオンカードセレクトとイオン銀行CASH+DEBITのみ、オートチャージでもWAONポイントが付与される。なおイオンカードセレクトでは、その銀行チャージが発動しなかった場合等も含め、クレジットチャージが発動することは（後述の理由により）ない。
上記以外は自動的にクレジットチャージが発動する。1度の会計で1回発動し1日に何回でも発動するが、三井住友カードWAONとJP BANK カード WAONは1日合計20,000円までのチャージ上限が設定されている。JMB WAONの発動回数は1日につき最大5回に制限されている。

### クレジットカードの扱い
WAONカードプラスとイオンカード（WAON一体型）のWAON部分は、そのカードのクレジットカード部分が親カードになる。モバイルWAONはあらかじめ登録してあるイオン銀行発行の各種イオンカード（「イオンJMBカード」を除く）を親カードとしてクレジットチャージが可能である。
イオンカード（WAON一体型）のクレジットカード部分でWAON部分にチャージした場合には同カードのWAON部分にWAONポイントが付与される（ときめきポイントは付与されない）。なお、モバイルWAONへのオンラインチャージでは同カードへのWAON部分にはWAONポイントは付与されず、モバイルWAONにWAONポイントが付与される。
JMB WAONカード・BIC CAMERA JMB WAONカード・モバイルJMB WAONはJALカード（ビューカード・小田急電鉄・シティカードジャパン発行カード、及びJALアメリカン・エキスプレスカードを除く）を関連付けすることで、それを親カードとするクレジットチャージとオートチャージが可能になる。
三井住友カードWAONとJP BANK カード WAONはあらかじめ登録してある三井住友カード（VJAグループ）・ゆうちょ銀行の発行するクレジットカードを親カードとしクレジットチャージが可能である。ただし、三井住友カード・ゆうちょ銀行のポイントは付与対象外となる。

## ポイントサービス

### 電子マネーWAONポイント
イオングループ以外のWAON加盟店での決済200円（消費税込。以下同）ごとに、「電子マネーWAONポイント」が1ポイント付与される。200円未満の端数は切り捨てとなる。ボーナスポイントが付く商品以外では一回の会計が200円未満の場合はポイントは付与されない。後述のWAON POINT運用開始までは単に「WAONポイント」という名称であり、イオングループでも同条件であった。また、サイト内での呼称は「WAONポイント」のままの場合もある。
JMB系WAONは、JALマイルが貯まる（200円ごとに1マイル）代わりに電子マネーWAONポイントは付与されない。また、WAONで加算されるボーナスポイントの代わりに、WAONボーナスポイントの1/2がボーナスマイルとして付与される。マイル加算は毎月10日・20日・月末にまとめて行われる。後述の「WAONポイントまとめてプログラム」とWAONポイントからの募金は全て対象外。
WAONが使用可能なイオングループの店舗では、2008年10月15日から毎月5日・15日・25日を電子マネーWAONポイントが2倍となる「お客さまわくわくデー」、現在は追加で毎月10日を電子マネーWAONポイントが5倍となる「ありが10デー」としている。ただし、イオングループ内でも一部対象外店舗もある。
年末年始・店舗（グループ）のセール期間や、一部店舗のセルフレジ・限定時間帯などに、電子マネーWAONポイントが2倍 - 5倍になるキャンペーンを行うこともある（他の倍付けキャンペーンとは重複せず、3倍以上のキャンペーンが他にある時はそちらが適用される）。
イオンなどの一部の店舗には「リサイクルステーション」が設置されており、持ち込んだ資源物の量に応じてWAONポイントが付与される。対象となる資源物の種類は古紙（1kgにつき1WAONポイント）、ペットボトル（5本につき1WAONポイント）、紙パック（10枚につき1WAONポイント）の3種類で、回収している資源物の種類は店舗によって異なる。一部の店舗を除き、WAON POINTカードも利用可能。
イオンカードセレクトとイオン銀行CASH+DEBITの場合、紐付けされたイオン銀行からの月間オートチャージ合計金額に対し、200円毎に電子マネーWAONポイントが1ポイントが付与される。また、この口座から電気料金・固定電話・携帯電話・NHK受信料への自動引き落とし1件につき5ポイントが、この口座への「給与」扱いでの給与振り込みで10ポイントが付与される。これらのポイントは翌月17日以降に合算してWAONステーション等で受け取ることができる。
エア・ウォーター北海道、水島ガス、鳥取銀行、サカイ引越センター、カーセブンのサービスを利用した場合は、WAON決済以外でもWAON番号とコードの入力（または通知）でWAONポイントが付与されるほか、九電みらいエナジーやサミットエナジーでは、毎月の電気料金に応じてWAONポイントが付与される「WAONプラン」が用意されている。各サービスやプランにより獲得したポイントを受け取るには有効期限内に「イオン銀行ATM（一部未対応のATMあり）」や「WAONステーション」でチャージ済みのWAONにポイントをダウンロードする必要がある。JMB系WAONでは提携先からのWAONポイントの付与は不可となる。
2024年8月からはグループ会社のイオン・アリアンツ生命保険にWAONポイントが進呈されるポイントプログラムが導入され、同時期以降に対象の保険を契約したときに、最初の1年間は月払い保険料の1%分、翌年以降も月払い保険料の0.5%分が進呈される。このポイントプログラムを適用するには、契約時にWAON番号の他に「イオンスクエアメンバーID」も必要となる。

### WAON POINTサービス（共通ポイントサービス）
「イオンモール」に入居する専門店や、「イオン」などのグループ内GMSにて利用できる、イオングループの共通ポイントサービスである。2016年6月23日にサービス開始し、同時に現金払い等向けに決済機能が無い共通ポイントカードである「WAON POINTカード」の発行も開始した。なおイオングループ内でも、スポーツオーソリティは半年遅れの12月14日に利用開始、ミニストップでは当初一部店舗からスタートし、全店対応は半年遅れの12月27日であった。
イオンカードや2016年6月15日までに所有者登録のあるWAON（WAONカード、G.G.WAON、ゆうゆうワオン、モバイルWAONなど）は自動的にWAON POINTへ会員登録された。その他、イオンカード付帯ではなく単体としてのWAON POINTカードの発行も可能。
WAON POINT加盟店にてWAON POINT会員登録済みのWAONおよびモバイルWAONで決済した場合は、電子マネーWAONポイントではなくWAON POINTで付与される。貯まったWAON POINTは加盟店レジでWAON POINT利用の旨を伝えれば値引きに利用できるほか、「センターお預かりの電子マネーWAONポイント」の扱いで「WAONステーション」等で一旦ダウンロード（電子マネーWAONポイントに交換）した上で電子マネーに再度交換（ポイントチャージ）して利用する。「WAONチャージャーmini」と「WAONステーション」ではセンターお預かりポイントの全額ダウンロードと電子マネーWAONポイントの全額交換からなる一連のプロセスが続けて実行される（全ポイントチャージ）。
会員登録は、JMB WAONを除くすべてのWAONで可能である。会員登録後に「smart WAON」Webサイト上でカード追加の手続きを行うことで、WAON POINTカードを追加登録してWAON POINTの一括管理が可能である（一括管理に関しては、WAON POINTカードで会員登録し、JMB系を除くWAONやイオンカードをカード追加することでも可能である）。
なお、WAON POINTカードの導入に伴って、株式会社ダイエーが展開していた「ハートポイントカード」が廃止された。
特定商品の購入で溜まる「ボーナスポイント」が存在する。
2018年3月1日からは、イオングループの店舗（一部対象外の店舗あり）でWAONを利用した場合に付与されるポイントがWAON POINTに変更となり、それに伴って、レシートのWAON取扱票の表記内容やWAONポイント約款が変更となった。
2019年7月1日からは、会員登録or所有者登録済のWAONでの決済に限りWAON POINTが常時2倍に変更された（「わくわくデー」「ありが10デー」といった他の倍付け企画実施時はそちらが優先）。
2020年4月1日、イオングループのキャッシュレス決済促進戦略から約款改定が行われ、以降はWAON POINT付与自体が「カード提示での現金払い」のみとなり、SuicaやSUGOCAをはじめとした交通系ICカード、他社クレジットカードとの2枚提示、他社商品券等はWAON POINT付与の対象外となった。
2021年9月11日利用（10月10日締め・10月25日請求確定・11月2日引き落とし）分より、イオンカードを利用した結果発生するポイントが従前の「ときめきポイント」ではなくWAON POINTで付与される事となった。この時点で残っていたときめきポイントは有効期間内であれば1ポイント単位でWAON POINTに交換できる。
2022年11月1日からは、清水商事が運営する「清水フードセンター」でも前日（同年10月30日）をもって廃止した「スマイルカード」に替わって導入された。
2023年1月24日からは、ウエルシアホールディングスのグループ店舗への導入を開始。同社では縦型デザインで右側をシルバーとした「ウエルシアメンバーWAON POINTカード」の発行を開始している（すでにイオングループの店舗で「WAON POINT」カードを保有している場合でも、「ウエルシアメンバー」への会員登録手続きを行うことで「ウエルシアメンバーWAON POINTカード」と同等のサービスを受けることが可能である）。なお、ウエルシアグループでは現金以外の決済方法でもWAON POINTが付与されるほか、ウエルシアメンバーに登録をすることによって同社で既に展開しているVポイント（旧：Tポイント）とのダブルポイント付与にも対応する。ただし、電子マネーWAONで支払った場合、電子マネーによる決済ポイントは先述の電子マネーWAONポイントが付与される。なお、ププレひまわりの店舗は既存の「ひまわりカードPlus」が導入されていた関係で、同年11月1日に「ひまわりカードPlus」から切り替える形で導入された。

### 電子マネーWAONポイントの合算（WAONポイントまとめてプログラム）
複数のカードの電子マネーWAONポイントを1枚のカードに合算させることができる。合算手続きは自身で「WAONステーション」により、画面の指示に従って操作することで行う。合算元のカードは所有者情報の登録の済否は問わないが、合算先のカードは所有者情報が登録されていることが前提であるカードか、購入後に所有者情報を登録したカードに限られる。なお、JMB系WAONは合算元・合算先いずれも対象外（前述）。

### WAON POINTの合算
複数のカードのWAON POINTについても、1枚のカードに合算させることができる。

### ポイント交換
提携している他社のポイントを電子マネーWAONポイントに交換することが可能で、交換したポイントを利用する時には、さらに電子マネーに交換する手続きが必要であり、「イオン銀行ATM（一部未対応のATMあり）」、「WAONステーション」、ミニストップのレジなどで、あらかじめポイント交換（交換は1ポイントを1円相当として100ポイント以上、100ポイント単位）を行ってから利用可能となる。また、電子マネーWAONポイントを提携他社のポイントに交換することも可能であるが、このサービスはSuicaポイントのみに留まった。可能ポイントの交換先や交換条件などについてはWAON公式サイトを参照。
2023年4月5日からはWAON POINTとTポイント（現：Vポイント）との相互交換を開始した。交換レートはWAON POINT1ポイント↔Vポイント1ポイントの等価交換で、1ポイント単位で即時交換可能。

### 募金
2008年（WAONが全国展開された年）より、所有者情報登録済みのWAON（ご当地WAONを含む）とゆうゆうワオンで、WAONポイントを使った募金が可能となった（受付は募金受付期間内のみ）。
1WAONポイント以上、1WAONポイント単位で募金が可能で、WAONステーションにてポイントを預け入れる手続きを済ませ、WAON公式サイトで寄付・募金申請を行う。
モバイルWAONの場合は携帯電話の通信機能を利用して預け入れから申請まで、その場で行える。なお、JMB系WAONでの募金は（前述の理由により）できない。
過去「東日本大震災 復興支援募金」「熊本地震緊急支援募金」などが行われ、2005年からイオンが日本テレビ系列のチャリティー番組『24時間テレビ 「愛は地球を救う」』の協賛企業になっていることもあり、同番組のチャリティー募金も可能となっている（募金できるのは募金受付期間のみ）。

## 種類
基本機能は同一であるが、発行形態や発行条件などによって種類がある。

### ICカード型
- 原則、表面右上[注釈 9]にWAONのアクセプタンスマークが配置され、それとは別に基本的にはカードの表面左下（特記以外）もしくは裏面右下[注釈 10]にマスコットのワオンが描かれている（基本的には、ワオンの目が点になっていて正面を無表情で見ているだけのデザイン。原則、カードの縁から頭を出している）。
- ★は55歳以上対象のG.G.（Grand Generation）マーク付仕様が用意されているカード。

#### プロパーカード
- 単体カード
  - WAONカード - 基本カード。チャージは現金のみ対応。標準カード以外にも周年記念、ファミリーマート&WAON限定（ファミリーマートの看板を模した柄、期間・枚数限定）[54]、懸賞プレゼント専用といくつかの限定デザインのカードが発行された。
  - ゆうゆうワオン - 機能は基本カードと同じだが、65歳以上を対象に発行され、署名された本人のみが利用できる。購入時に300ポイントがあらかじめ付与されているほか、「G.G感謝デー」「G.G WAONボーナスポイント」の対象ともなっている。当初、2009年4月15日より東北地方のジャスコ・サティ各店にて先行導入された後[55]、同年9月から全国展開された。ゆうゆうワオンの発行に伴い、「イオンシニアクラブカード」の新規加入受付を終了している。このカードのみカード名称が「ゆうゆうWAON」ではなく「ゆうゆうワオン」。
  - G.G WAON - 55歳以上を対象に発行される単体カードで、対象年齢以外の利用条件は基本的にゆうゆうワオンと同じ。2021年10月21日から対応したApple PayのWAONでは、ウォレットアプリによりG.G.WAONを読み取って移行することができる。
- クレジットカード会員専用子カード
  - WAONカードプラス - イオンカード会員限定で発行可能な子カード。「WAON Holder Name」欄が存在する点とWAON番号欄と注意事項等のカラーリング[注釈 11]以外は基本カードと同意匠。

#### 提携カード
- WAONカード単体型
  - イオンペットWAON - イオンペットで発行されるカード。元々はポイント機能等がない単体カードだったが、2014年3月から「イオンペットポイントカード」と一体化された。
  - KASUMI WAON - カスミで発行されるカード。利用条件は基本カードと同じ。
  - 近畿日本ツーリストWAON - 近畿日本ツーリストで発行される単体カード。利用条件は基本カードと同じ。
  - 近畿日本ツーリストスチューデントWAON - 近畿日本ツーリストおよびグループ地域会社が取り扱う修学旅行に参加する生徒向けに発行されるカード（主に体験学習の料金決済や土産物の購入に使用する）。利用条件は基本カードと同じ。
  - クロネコメンバーズWAON - ヤマト運輸の「クロネコメンバーズ」会員のみ申し込み可能なカード[56]。ヤマト運輸のオリジナル電子マネー「クロネコメンバー割」機能が付随するが、WAON自体は一般的な記名式カードとほぼ同一。ヤマト運輸の大口割引「BIG割」に対応した「クロネコメンバーズWAON[BIG]」も用意されている。いずれもワオンは裏面。
  - 鳥取ガスグループ Smart Life WAON - 鳥取ガスグループの「Smart Life会員サービス」会員カード機能を持つカード。三井住友カードが発行元となる。
  - JRSメンバーズクラブWAON - 日本ロードサービスの会員制ロードサービス（カーコンシェルジュデスク・Life Netサービスを含む）機能を付加したもの。
  - TLC WAONカード - TOKAIホールディングスの「TLC会員サービス」会員カード機能を持つカード。「りんごと木」「散歩道」「リング」の3バージョンがある。三井住友カードとTOKAIホールディングスが発行元となる。
  - オリジンWAON - オリジン弁当・中華東秀で発行される単体カード。ポイント機能等はなく、利用条件は基本カードと同じ。
- ポイントカード/会員カード一体型
  - イオンライフWAON★ - イオンライフの会員カード機能を持つカード。
- クレジットカード会員専用子カード - 署名欄の名称はいずれも「WAON Holder Name」。
  - 三井住友カードWAON - 三井住友カードの子カード。なお、VJAグループ17社からも同等の機能を持つカードを発行している。
  - JP BANK カード WAON - ゆうちょ銀行のクレジットカード「JP BANK カード」の子カード。実質的には三井住友カードWAONの色違い。

#### キャッシュカード一体型
全てイオン銀行のICキャッシュカードとの一体型カード。WAONのアクセプタンスマークは裏面左下に配置されている。前述の「銀行チャージ」が可能。
- イオン銀行キャッシュカード（イオンバンクカード） - イオン銀行の基本キャッシュカード。他のWAONカードと異なりワオンが大きく描かれている。
- イオン銀行キャッシュ+デビット - イオンバンクカードにJCBブランドのデビットカード機能を統合したもの。「一般」「スイーツ」の2バージョンと「ミッキーマウス」のデザインカードがあるがいずれにもワオンは描かれていない（イオン銀行のキャッシュカードでは唯一）。
- イオンカードセレクト★ - イオンバンクカードとイオンカードを一体化させたカードで、イオン銀行のキャッシュカードとイオンカードの主力カード。WAON自体はイオンバンクカード側でありイオンカード側とは関連付けされていない。このためクレジットカード一体型でもあるがクレジットチャージはできず、オートチャージ時にクレジットチャージが発動することもない[注釈 12]。「ミッキーマウス」「トイ・ストーリー」「ミニオンズ」といったデザインカードがあるが、それによってはワオンが描かれていない。2022年11月1日発行分から一般デザインのみ、個人情報（氏名・カード番号・有効期限）を裏面に記載してエンボスレス化し、表面はワオンに替わって「WAON POINT」のロゴが左上に表記され、中央の「AEON CARD」ロゴの下に小さく「SELECT」が記載された縦型デザインへリニューアルされた。なお、イオン銀行の総合口座開設と共に入会申込をした場合は原則として口座は開設されるため、新規口座が開設されたのに入会審査が否決された場合は代替のカード[注釈 13]が発行される[注釈 14]。

#### クレジットカード一体型
全て、イオンクレジットサービスのプロセシングによりイオン銀行が発行するカード。WAONのアクセプタンスマークはクレジットカード自体のアクセプタンスマーク配置の兼ね合いもあり裏面左下に配置されている。ワオンが表面に描かれているカードではワオンを避けて刻印がされており、ワオンが裏面に描かれているカードではアクセプタンスマークとワオンが並べられている（なお特記以外のカードにはワオンが描かれているとは限らない）。
イオンカード（イオンカードに準じた提携カードを含む）
- イオンカード（WAON一体型）★ - イオンカードとの一体型カード。これまでにWAONが付随しておらずICチップも搭載されていないイオンカードはこのカードへの移行が進められており、更新のタイミングでこのカードに自動切替される。接触型ICチップの有無によってワオンの配置が異なる（無：裏面、有：表面）。「ミッキーマウス」「トイ・ストーリー」「ミニオンズ」「TGC」「櫻坂46」「SKE48」といったデザインカードがあるが、それによってはワオンが描かれていない。なお、一般デザインは2022年11月1日発行分から「イオンカードセレクト」に準じた（「SELECT」表記なしの）縦型デザインへ、「イオンカード（TGCデザイン）」も同年11月19日発行分から「TGC CARD」に名称を改め、文字要素を必要最低限に留めた大理石柄のデザインへ順次リニューアルされている。
  - ベネッセ・イオンカード（WAON一体型） - ベネッセコーポレーションとの提携イオンカード。ワオンは裏面。
  - （ETC付帯イオンカード（WAON一体型）） - 高速道路会社との提携イオンカードで、いずれもETC機能が自動付帯されている。「イオン首都高カード」「イオンTHRU WAYカード（阪神高速道路）」「イオンE-NEXCO passカード」「イオンNEXCO中日本カード」「イオンNEXCO西日本カード」がある。このうち、「イオン首都高カード」、「イオンE-NEXCO passカード」、「イオンNEXCO中日本カード」は縦型デザインへ切り替え済み。
  - 住友不動産 ショッピングシティ イオンカード - 住友不動産との提携イオンカード。イオンカードでは珍しい独自デザイン仕様となる。
  - フジ・イオンカード - フジとの提携イオンカード。フジの独自サービスである「エフカマネーつきポイントカード」との一体型。
  - イオンサンデーカード - サンデーとの提携イオンカード。
  - 荘銀イオンカード - 荘内銀行のキャッシュカードとの一体型イオンカード。
- イオンカードセレクト★ - 前述。

イオンカード以外の提携カード
- コスモ・ザ・カード・オーパス - コスモ石油のクレジットカードとの一体型カード。ユーザーから預かった年会費を環境保全活動を行うNPO法人や公益法人などに、コスモ石油からの分も合わせて寄付する『コスモ・ザ・カード・オーパス「エコ」』もある（「エコ」のみワオンは裏面）。
- ウエルシアカード - 2023年4月1日発行開始[57]。「ウエルシアメンバーWAON POINTカード」及びクレジットカードとの一体型カード。ワオンは描かれてなく、カード券面左上に「WAON POINT」のマークが入る。
- マルエツカード - マルエツのクレジットカード。2019年9月1日会員募集開始。
- より、そう、ちから。東北電力カード（WAON一体型） - 東北電力のクレジットカード。東北6県と新潟県へ寄付される機能も付く。
- コジマ×ビックカメラカード - コジマのクレジットカードとの一体型カード。ワオンは描かれていない。
- KASUMIカード（WAON一体型） - カスミ発行のクレジットカード。以前から発行されていたが、2018年3月にカスミでもWAONでの決済が可能になったことに伴い、WAON一体型カードに切り替わった。
- サンエックスカード（リラックマ） - リラックマがデザインされたサンエックスのクレジットカード。
- トイザらス・ベビーザらス・カード - トイザらスとベビーザらスのクレジットカード。
- やまやカード - やまやのクレジットカード。
- ツルハドラッグカード - ツルハのクレジットカード。ツルハドラッグに限らず、グループ店舗のドラッグストア ウェルネス、くすりの福太郎、ウォンツ、くすりのレデイでも使用可能。
- メイクマンカード - メイクマンのクレジットカード。
- BE KOBEカード - 三宮センター街のクレジットカード。
- TOSHIBA STORE CARD - 東芝ストアーのクレジットカード。

#### JALマイレージバンク一体型
日本航空のマイレージサービス「JALマイレージバンク」との一体型カードで、ポイントはWAON POINTではなくJMBマイルで加算される。全カード共通でワオンは裏面となる。
- JMB WAONカード★ - JMB G.G WAONは55歳以上限定のカード（申込時に年齢確認が必要で、書面のみの受け付け）で、JMBのマイルの有効期限が一般の会員より延長される優遇がなされる。
- BIC CAMERA JMB WAONカード - JMB WAONカードにビックポイントカード（ビックカメラ）の機能を付加したもの。ビックカメラ店頭配布の申込書でのみ発行を受け付ける。なお、すでにJMB WAONなどのWAONの入った何かしらのJMBカードを保有している場合はJMB側がWAON付きJMBカードの複数枚の所持を認めていないため、申込書を郵送しても発行が拒絶される。ビックカメラのポイントカード登録（ネット上で行う）の中にJMB番号の紐付けが済んでいれば、一般のJMB WAON[注釈 15]で同じ使い方ができるようになっている。
- イオンJMBカード（JMB WAON一体型）★ - JMB WAONカードとイオンカードを一体化させたカード。

#### 新規発行を終了したカード
- タキヤWAONカード - タキヤメンバーズカードとの一体型カード。ワオンが薬箱のそばにいる。下記のハックドラッグWAONと同じ理由でラインナップ落ち。
- ハックドラッグWAON - カムズクラブカード（CFSコーポレーション）との一体型カード。2012年7月1日に販売開始するが、CFSコーポレーションがウエルシア薬局と合併し、ウエルシアが導入しているTポイントサービスへ切り替えるため、2015年12月31日で申込受付終了。以降は電子マネーWAONのみ利用可能。
- 吉野家WAON - 吉野家で発行される単体カード。ポイント機能等はなく、利用条件は基本カードと同じ。「牛丼」「お店」の2バージョンがあり（前者のワオンは裏面、後者のワオンは歌を歌っている）、いずれも吉野家の従業員帽子をワオンも被っている。イオンカードと同時に申し込めばWAONカードプラスと同様に扱われ、オートチャージにも対応する（「WAON Holder Name」欄があるのはこのため）。新規申込受付終了に伴い、紛失・盗難に伴うカード再発行の場合はイオンリテールからWAONカードが発行される。
- 藤田観光グループ・メンバーズカードWAON - 藤田観光グループ・メンバーズカードとの一体型カード。藤田観光グループのポイントプログラムのリニューアルに伴い、2022年2月28日をもって新規入会受付が終了となり、同年4月10日をもってWAONサービス自体も終了。WAONカードとしての使用は引き続き可能だが、吉野家WAON同様、紛失・盗難に伴うカード再発行の場合はイオンリテールからWAONカードが発行される。
- クラブツーリズムWAON - 近畿日本ツーリストと同じKNT-CTホールディングス傘下のクラブツーリズムが企画・実施するバスツアーに参加する会員に向けて発行されるカード。あらかじめ1,300円分のWAONがチャージ済である点以外の利用条件は基本カードと同じ。予定販売数に達したため販売終了。WAONサービスの利用は引き続き可能。
- BonBeltaWAON - ボンベルタ成田店（現:そよら成田ニュータウン）の会員カード機能を持つカード。ボンベルタ成田店の閉店に伴い新規発行を終了。WAONサービスの利用は引き続き可能。
- スポーツオーソリティWAONカードプラス - スポーツオーソリティカード会員が取得できる子カード。スタジアムにいるワオンが首にメガホンをかけている。スポーツオーソリティからメガスポーツへの店舗ブランド変更に伴って「スポーツオーソリティカード」の新規発行が終了したことに伴い、2025年1月をもって新規発行を終了。

### バーチャルカード

#### おサイフケータイ
おサイフケータイ機能を有する携帯電話に利用者自身でWAONアプリをダウンロードし、起動後に利用登録することで、おサイフケータイでもWAONを利用出来る。

##### フルスペック版
WAONカードとWAONカードプラスに相当する「モバイルWAON」と、JMB WAONカードに相当する「モバイルJMB WAON」の2種類が存在する。アプリ自体は同一で、前者のバーチャルカードはイオンクレジットサービスが、後者のバーチャルカードは日本航空がそれぞれ発行する。なお、両者を同時に設定することは出来ず、変更したい場合は残高を使い切ってから一旦退会する必要がある。
2008年3月1日からNTTドコモ（2007年から先行対応）、au、SoftBankの3社の端末で利用可能になった。
Androidスマートフォンでは2010年11月24日からおサイフケータイ対応機種で利用可能になった。この場合、プリインストールの「おサイフケータイ」アプリで初期設定を行ってからGoogle PlayからWAONアプリをダウンロードし利用登録する事となる。2012年4月にはバージョンアップされており、新たにウィジェット機能に対応した。なお、バージョンアップ後のアプリは起動時にワオンの鳴き声（決済音と同じ音）が出るようになっていたが、利用者からの評価が芳しくなく廃された。

##### 機能制限版
既にフルスペック版のモバイルWAONを利用していたらそれを以下のアプリに関連付けして利用することになる。以下のアプリで新規発行した後にモバイルWAONのアプリをインストールするとフルスペック版へアップグレードされる（機種変更の際にはアップグレードが必須で、新機種ではフルスペック版を関連付けして利用する。以降も同様）。
なお、モバイルJMB WAONにはフルスペック版しか存在しないため、以下のアプリでは新規発行もフルスペック版と機能制限版の関連付けも出来ない。
iAEON（アイイオン）
2021年9月1日から配信を開始したイオンのトータルアプリ。新規発行（アプリに反映されるのは登録翌日以降）、照会（残高・取引履歴）、チャージ（クレジット・ポイント）がアプリ上で可能となっている。2023年3月31日のバージョンアップにより、Android版ではWAONステーションの機能が実装され、WAONダウンロードやポイント合算もアプリ上から可能となった（iOS版ではiPhone向けWAONステーションアプリへ遷移される）。
2025年6月26日のアップデートによりホーム画面上に設置されていた決済機能のボタンを「AEON Pay」へ一本化し、「AEON Pay」の決済方法の一つとしてWAONタッチが新設された。開始方法も変更となり、先に「AEON Pay」の登録を行ってからWAONを新規発行（iOSの場合はAppleウォレットへ遷移されApple PayのWAONとして新規発行）するか、モバイルWAON又はApple PayのWAONを使用している場合はアプリとの紐づけすることでWAONタッチが利用可能となる。
ただし、変更（ユーザー情報・パスワード・残高限度額）の手続きは出来ない。
Google Pay
2018年5月24日対応開始。新規発行、照会（残高・取引履歴）、チャージ（クレジット）がアプリ上で可能となっている。
ただし、ポイントの手続きと残高限度額変更はアプリ上では出来ず、WAONステーションでの手続きを要する。

#### Apple Pay
2021年10月21日からApple Payに対応した。iPhoneに加えて、Apple Watchでも利用可能になる。
なお、iPhone 4とiPhone 4Sにおいては、ソフトバンクBB（現・SB C&S）が「SoftBank SELECTION（ソフトバンクセレクション）」ブランドで発売されていた「WAON用電子マネーシール for iPhone 4」を背面に貼り付けることでの対応となっていた。

### 地域カード
WAONには多数の地域カードが存在する。
システムは全て、通常のWAONカード（単体型）にFeliCaのアプリケーションである「FeliCaポケット」を搭載することで実現されている。このためいずれの地域カードにも裏面左上のWAONのカード番号に加え、左下にFeliCaポケットのカード番号（「FP（FeliCa Pocket）」で始まる12桁の英数字）が記載され、カードの発行元も「フェリカポケットマーケティング株式会社」（FPM）もしくはFeliCaポケットのロゴが併記されている。
WAON自体の機能に変更は一切加えられていないため、通常のWAONカードと同様に全国で利用可能。

#### ご当地WAON
特定の地域のみで発行される、通称「ご当地WAON」（ごとうちワオン）が存在する。ご当地WAONには大きく分けて「地域通貨・地域ポイントとの一体型」と「（売り上げの一部が地域の子育てや自然環境整備に寄付される）地域還元型」の2種類が存在するが、根幹を成すシステムはいずれもFeliCaポケットで変わらない。
一部のご当地WAONはイオンリテール運営のオンラインショップ「イオンショップ」でカードと各種WAONグッズ（ぬいぐるみ、絵本、文具など）のセットにて販売（カードのみの単品販売は無い）されており、このセット品であれば全国で入手可能。なお、2011年11月25日より、一部の店舗を除き、全国発売されていなかったご当地WAONの発売が開始された。
具体的なカードの種類及び機能・寄付先等については公式サイト内の「ご当地WAON」参照。
通常デザインの東北復興支援WAONに限りワオンが一切描かれていない（「岩手」「宮城」「福島」の3バージョン共通）が、その他のカードには表面のみもしくは裏面のみ、または両面かは問わずに原則ワオンは描かれる。また、「大阪ミュージアムWAON（シンボルバージョン）」や「高砂結びのWAON」には後述のエリンも描かれており、「犬吠WAON」と「大阪ミュージアムWAON（シンボルバージョン）」には無表情のワオンではなく目を閉じてすまし顔で歌を歌っているワオンが描かれている。
2021年10月21日からは、Apple PayのWAONでもご当地WAON（一部を除く）が発行可能となった。

#### サッカー大好きWAON
2015年5月18日、日本プロサッカーリーグ（Jリーグ）所属クラブと提携した「サッカー大好きWAON」（サッカーだいすきワオン）の発行が発表された。地域還元型のご当地WAONと全く同じシステムであるため、根幹には同様にFeliCaポケットが存在する。カード名は「大好き（クラブ名）WAON」で統一されている。
2015年の湘南ベルマーレ、モンテディオ山形、北海道コンサドーレ札幌、ベガルタ仙台の4クラブとの提携を皮切りに、2025年8月時点で49クラブ（J1リーグ18クラブ、J2リーグ16クラブ、J3リーグ15クラブ）と提携している
2025年8月1日にイオン株式会社がFC東京との間でオフィシャルパートナーが締結されたことに伴い、同年8月6日から「サッカー大好きWAON」で初となる「AEON Pay」に対応した。
なお、同じくFeliCaのシステムを用いているワンタッチパス（Jリーグ全試合対象観戦記録システム）には基本的に非対応となっているが、イオングループのフジがオフィシャルトップパートナーとなっているレノファ山口FCでは、マックスバリュ西日本時代の2017年シーズンからサッカー大好きWAON（大好きレノファ山口FC WAON）の機能を搭載したワンタッチパス対応シーズンチケットを発行している。
いずれのカードもワオンは裏面。

#### 応用例
WAONの地域カードを利用して、各地域でも独自のサービスが展開されている。厳密にはそのFeliCaポケットを利用しており、WAONとの直接の関係はない。
- 東北・北陸地域ではFPM（かつては廣済堂）などが提供するポイントサービス「まるっと」[71]の機能が利用できる（利用には、対象となるカードを用意の上でまるっとのサイトから要登録）。
- 島根県ではメディアスコープが提供する「あいポケット」の機能が利用できる。このため「石見銀山WAON」以前から発行されているカード[注釈 19]には発行元にFPMの代わりに「株式会社メディアスコープ」が併記されており、あいポケットのキャラクターであるペリカンもあしらわれている。

### その他
以下のイベント等とコラボレーションしたオリジナルWAONを発行している。
- お台場合衆国WAONカード[72]・めざまし one WAONカード[73]（フジテレビジョン）
- ミニストップ限定オリジナルWAONカード（ミニストップ）…現在もミニストップの店頭で入手可能。
- ファミリーマート限定オリジナルWAONカード（旧ファミリーマート）…ファミリーマートでのWAONサービスイン時に限定販売されたため、現在は入手不可。
- 東京ガールズコレクション名古屋限定オリジナルWAONカード・東京ガールズコレクション'11 A/W オリジナルWAONカード[74]（東京ガールズコレクション）
- 福岡ソフトバンクホークス×WAONカード[75]（福岡ソフトバンクホークス・九州地区のイオン系店舗で発行）

## 沿革
- 2007年（平成19年）
  - 4月27日 - 関東地域および新潟県のジャスコ、マックスバリュ、イオンスーパーセンターなど96店舗（直営フロアのみ）で決済サービスを開始[2][1]。当初のキャッチコピーは「かわいいお金、WAON」。
  - 9月10日 - イメージキャラクターである白い犬の名前が一般公募により、Happy Waon（ハッピーワオン）に決まったと発表される。
  - 10月9日 - イオンと日本航空（JAL）との業務提携の第一弾として、JALマイレージバンク（JMB）と連携する『JMB WAON』および『イオンJMBカード（JMB WAON一体型）』の2種類のカードを2008年3月を目途に発行とすることを発表[76][77]。
  - 10月15日 - 東海・近畿地域の一部イオン店舗で利用を開始。同時にオートチャージのサービスも開始（関東エリアの店舗は12日から開始）。
  - 11月5日 - NTTドコモのおサイフケータイに対応する「モバイルWAON」サービスを追加。
  - 11月20日 - 関東地域全店舗および九州地域を除く一部店舗のミニストップで利用の一斉開始。当初は11月15日サービスイン予定だったが、システムトラブルにより延期されていた。12月10日までに九州地域を除く全国約1,700店舗のミニストップでサービスの導入が完了。
- 2008年（平成20年）
  - 3月1日
    - 全国のイオングループのショッピングセンター内の専門店ほか約23,000店舗、九州地区のミニストップ全店舗に導入。以降、全国のイオングループ各店舗への導入が進められる。
    - モバイルWAONがau、ソフトバンクモバイルの各おサイフケータイに対応。
    - 日本航空との提携カード（イオンJMBカード）の新規入会・切替を開始[78][79]。

  - 8月21日 - イオンの純粋持株会社化に伴い、WAONに関する業務を同社から事業子会社のイオンリテールに譲渡（一部のWAONは引き続きイオンクレジットサービス・イオン銀行がWAONおよびカード発行元となる）。
  - 10月2日 - イオンレイクタウンの自動販売機・駐車場ゲート・遊園地「モーリーファンタジー」内のメダル貸機に決済を導入[80]。
  - 10月4日 - 島根県内で新規発行するWAONすべてを、メディアスコープとの提携カード「あいポケットWAON」に切り替え[81]。なお、当時はご当地WAONが展開されていなかった。
  - 10月10日 - この日をもって「WAONデー」終了。10月15日から「お客さまわくわくデー」開始。
  - 12月1日 - 日本郵便（旧・郵便事業）より、代金引換の支払いに利用可能となる[82]と発表があり、2009年秋頃開始と報道されたが、その後報道も無く実現されている様子もないが、頓挫したという公式な発表も無い状況である。
- 2009年（平成21年）
  - 2月1日 - クレジット・キャッシュ・WAON一体型『イオンカードセレクト』の申し込み受付開始[83]。
  - 4月15日 - 東北地方のジャスコ・サティ各店において「ゆうゆうワオンカード」（65歳以上の高齢者が申込可能）の取扱を開始[55]。9月には日本全国の店舗に拡大（一部店舗を除く）。
  - 5月11日 - 吉野家で導入開始（イオングループ外で初）[6]。
  - 5月18日 - 「JP BANK カードWAON」の取扱を開始[84]。
  - 6月15日 - 発行枚数1,000万枚突破[5]。
  - 6月19日 - エコポイントの交換対象商品の一つとして選ばれる。
  - 8月1日 - ポプラが広島市内の7店舗へ順次試験導入[85]（コンビニエンスストア初）。
- 2010年（平成22年）
  - 3月11日 - 「モバイルJMB WAON」サービスを追加[86]。
  - 10月5日 - 「イオンショップ」を皮切りに、ネット決済を開始。
- 2011年（平成23年）2月18日 - ソフトバンクBBが iPhone 4 向けのWAONシールを発売[87]。
- 2012年（平成24年）
  - 4月1日 - 鳥取市のコミュニティバス「くる梨」にWAONなどでの決済を開始（交通機関初）[27]。
  - 12月20日 - スマートフォン向けアプリケーション「WAONサービスアプリ」を公開。
- 2014年（平成26年）4月1日 - 神田外語大学の学生証をIC学生証WAONに切り替え、発行開始[88]。
- 2016年（平成28年）
  - 3月22日 - 2015年度（2015年3月～2016年2月）の年間利用金額が、日本国内におけるIC型電子マネーで初の2兆円を突破したことを発表[4]。
  - 6月23日 - WAON POINTサービスを開始。
- 2020年（令和2年）2月3日 - 日本郵便が運営する郵便局の郵便窓口で導入されたキャッシュレス決済においてWAONが対応電子マネーの一つとして選ばれ、利用可能となる（導入当初は全国65ヶ所に限られるが、順次拡大される予定）[89]。
- 2021年（令和3年）
  - 8月10日 - 年内にApple Payへ対応することを発表[90]。
  - 9月1日 - 「モバイルWAON決済」機能を備えたトータルアプリ「iAEON」の配信を開始[91]。
  - 10月21日 - Apple Payに対応し、正式にサービスを開始した[61][92]。
- 2025年（令和7年）
  - 2月28日 - WAON発行事業を吸収分割によりイオンリテール及びイオン銀行からイオンフィナンシャルサービスへ承継。
  - 6月26日 - AEON Payと統合して新「AEON Pay」としてサービス開始[93][94]。

## マスコットキャラクター
公式マスコットキャラクターは、ワオン（通称）という名の白いオス犬である。公式HPによれば、公募によって決まった本名はHappy Waon（ハッピーワオン）。サービス開始日の2007年4月27日が生年月日で、「Electronic Money Dog」という犬種。ポイントを集めて鳴くことを専門とし、趣味は買い物という設定である。イオングループのロゴにある輪を彷彿とさせる不思議な赤い首輪（首からは離れて宙に浮いている）が特徴で、この首輪はWAONのアクセプタンスマークにも用いられている。前述の「ワオン!」という決済音は、このワオンの鳴き声という設定である。
公式HPのプロフィールには「エリン」という友達や飼い主一家が描かれている。

## 事件
- 2018年3月から4月にかけて、北海道在住の男がイオン九州の公式アプリ内来店ポイントサービス（イオン九州内の店舗の位置情報から来店1回ごとにWAONポイント2点を付与）に目をつけ、45台のパソコンを使い位置情報を改ざんする手口で約270万回の来店を装い約540万点分のポイントをだまし取ろうとして福岡県警に逮捕された。イオン九州の担当者が来店履歴の異常に気づき通報したため、実際の被害額は140点相当にとどまった[98][99][100]。ポイントサービスを悪用した逮捕事件は大手小売業では初。